# Can Morera dels Tarongers
Can Morera dels Tarongers és una obra de Sant Andreu de Llavaneres (Maresme) protegida com a Bé Cultural d'Interès Local.

## Descripció
Edifici gran de planta rectangular format per dos cossos amb coberta a una i dues aigües. Les obertures són de pedra picada, amb l'entrada allindada gran, que permetia l'entrada de carruatges. Consta de planta baixa i pis. Per acabar la façana hi ha una petita cornisa. La masia havia estat molt malmesa, però fou restaurada pels seus actuals propietaris.